# Rob Bredow
Rob Bredow é um especialista em efeitos especiais americano. Como reconhecimento, foi nomeado ao Óscar 2019 na categoria de Melhores Efeitos Visuais por Solo: A Star Wars Story (2018).